# Карон, Кики

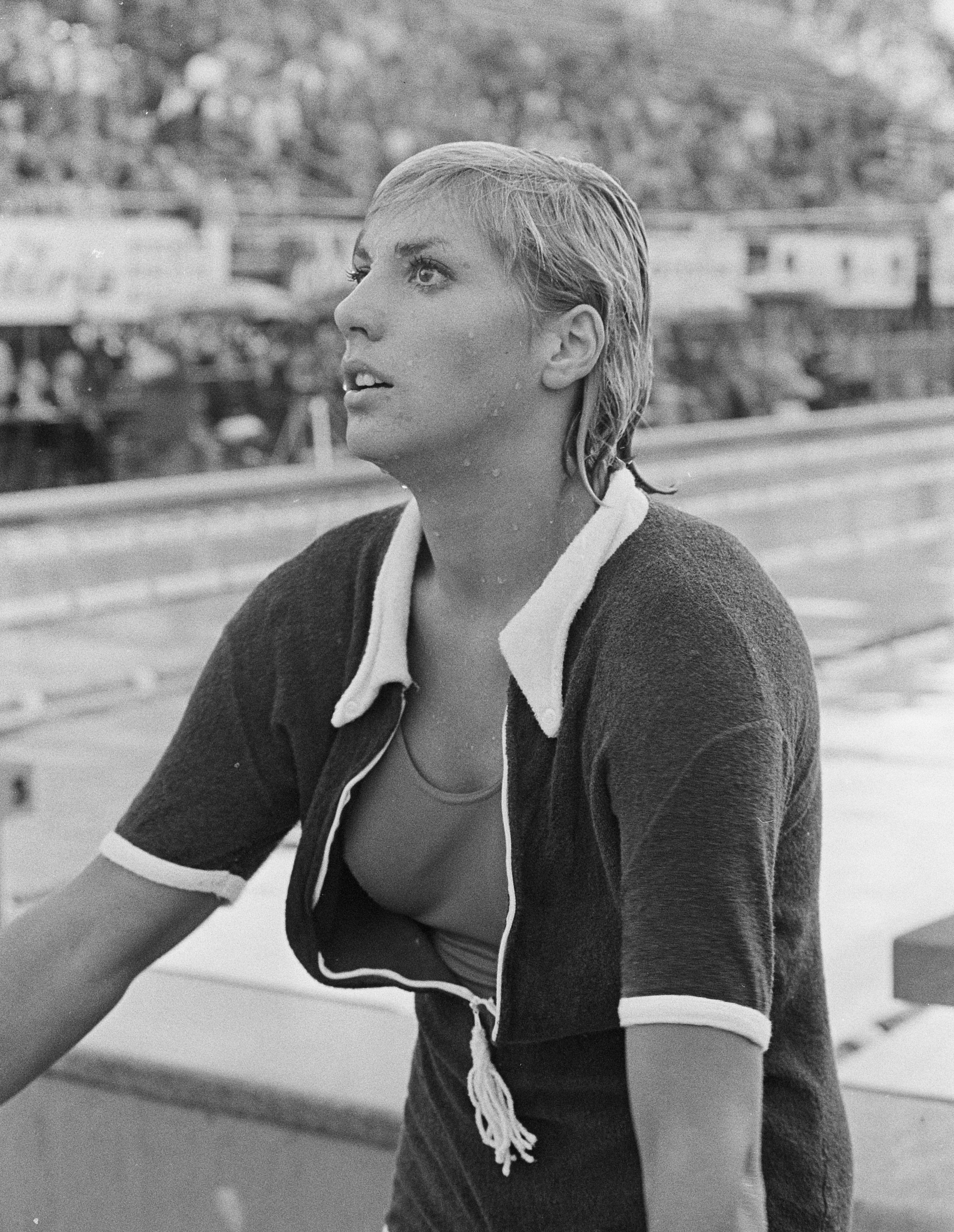
1966 год

Кристи́н (Кики) Каро́н (фр. Christine "Kiki" Caron, род. 10 июля 1948 года, Париж, Франция) — французская пловчиха, чемпионка Европы 1966 года, серебряный призёр летних Олимпийских играх 1964 года. Специализировалась в плавании на спине.
Медаль Карон была единственной наградой французских пловцов на Олимпийских играх 1964 года. В финале Карон всего 0,2 сек уступила американке Кэти Фергюсон, установившей мировой рекорд.
Первая женщина, нёсшая флаг Франции на церемонии открытия OИ (1968).
Старшая сестра Анни (род. 1941) также занималась плаванием и выступала на Олимпийских играх 1960 года.
Снялась в нескольких кинофильмах.